# 弘前運輸区
弘前運輸区（ひろさきうんゆく）は、青森県弘前市にかつて存在した東日本旅客鉄道（JR東日本）秋田支社の車両基地で、運転士・車掌が所属する組織であった。2020年3月14日に弘前運輸区、大館運輸区、青森運輸区を統合したつがる運輸区発足に伴い廃止。
弘前運輸区時代は、車両の配置はないが、五能線で使用される気動車の仕業検査が行われていたほか、構内に留置線・転車台があった。かつての所属略号は「秋ヒロ」。
弘前運転区時代は、急行用気動車と普通列車用客車・気動車の配置があった。

## 沿革

### 弘前車掌区
- 1928年（昭和3年）8月 - 青森車掌区弘前支区設置。
- 1950年（昭和25年）8月5日 - 大館車掌区弘前支区に改称。
- 1959年（昭和34年）2月10日 - 五能線管理所発足に伴い、弘前支区を編入。
- 1971年（昭和46年）10月1日 - 五能線管理所廃止、大館車掌区弘前支区を再設置。
- 1973年（昭和48年）4月1日 - 弘前車掌区に昇格。
- 1986年（昭和61年）11月1日 - 秋田車掌区弘前支区に改称。

### 弘前機関区→弘前運転区
- 1894年（明治27年）12月1日 - 日本鉄道青森機関庫弘前駐泊所として開設。
- 1906年（明治39年）11月1日 - 国有化に伴い、青森機関庫弘前分庫に昇格。
- 1936年（昭和11年）7月30日 - 青森機関庫弘前分庫が五能線全通により弘前機関庫に昇格。
- 1936年（昭和11年）9月1日 - 職制改正により弘前機関区に改称。
- 1959年（昭和34年）2月10日 - 五能線管理所発足に伴い、五能線・黒石線に係る機能を五能線管理所に分離。
- 1971年（昭和46年）10月1日 - 五能線管理所廃止。同所の機能は弘前機関区と併せて弘前運転区に再統合。
- 1987年（昭和62年）4月1日 - 東日本旅客鉄道に継承。

### 運輸区発足後
- 1991年（平成3年）3月16日 - 秋田車掌区弘前支区と弘前運転区を統合し、弘前運輸区発足。
- 1994年（平成6年） - 秋田支社管内の車両基地統合に伴い車両配置がなくなる。
- 2020年（令和2年）3月14日 - 大館運輸区と青森運輸区とともに統合し、つがる運輸区発足。